# Bakonyszücs
Bakonyszücs (németül: Sitsch) község Veszprém vármegyében, a Pápai járásban. 

## Fekvése
A Bakonyalján, a Magas-Bakony lábánál fekszik Bakonybéltől 7 kilométerre északra.. A legközelebbi város Pápa mintegy 18 kilométerre nyugatra. 

### Megközelítése
Bakonyszücs zsáktelepülés, közúton csak egy irányból, a Zirc és Pápa térségét összekötő 8301-es útról Bakonykoppánynál letérve, a 83 117-es számú mellékúton közelíthető meg.

## Története
Szücs község – 1954-től: Bakonyszücs – nevének első írásos említése 1249-ből maradt fenn (Schelch), ekkor az ugodi uradalom része volt. A fennmaradt oklevelek szerint a honfoglalás idejében került a Koppán nemzetség birtokába. Egyes források a falu Kálváriájának központi részét Koppány vezér korából származónak tekintik. 
Nevének eredetéről megoszlanak a vélemények: egyesek nemzetségnévből eredeztetik, míg mások szerint azért kapta e nevet, mert a középkorban a falu szücsipari termékekkel látta el az ugodi várat. Egy időben krakkói várjobbágyok, majd a Szent Mauríciusz Monostor, ezután pedig hosszú pereskedést követően az ugodi uradalom birtoka. 
A 15. század végén a bakonybéli egyházi bíró lakhelye volt. 
Határában, a régebben Bakonyújvár-hegynek nevezett részen még a múlt század elején is láthatóak voltak a Podmaniczki család középkori rablóvárának nyomai.
A község a török hódoltság elején, 1544-ben elnéptelenedett.
1736-37-ben a gróf Esterházy-család német ajkú lakosokat telepített be, akik bajorok, württenbergiek, osztrákok, a morva és cseh területről származó németek és elnémetesedett horvátok voltak.
A falu lakossága elsősorban földművelésből élt, de többen dolgoztak a Kőris-hegy oldalában a 19. század közepéig működő, jó minőségű vörös márványt adó kőbányában is. Ebből a márványból készült a helyi római katolikus templom több kőfaragványa, a Kálvária-kápolna előtt álló kereszt talapzata, és a gróf Esterházyak pápai várkastélya udvarának bejáratát őrző két oroszlánszobor is.
A második világháború után súlyos vérveszteség érte a községet, amikor a lakosság több mint egyharmad részét kitelepítették Németországba. A mai községi címer derékba tört kőrisfája emlékeztet erre, míg a belőle kinövő zöld ágacska az újrakezdést, a bele nem törődést, valamint a szlovák–magyar lakosságcsere keretében a szülőföldjüket szintén elvesztett felvidéki, Garam-vidéki magyarok idetelepülését jelképezi. A történelmi folytonosságra utal a címer alsó részén a még romos állapotot mutató kálvária-kápolna képe.
A község római katolikus templomát Eszterházy Károly egri püspök építtette 1786-ban. A templomban lévő, Mária mennybemenetelét ábrázoló képet Huszár Ferenc egri művész festette 1789-ben. Említést érdemel a faragott, népies copf stílusú sekrestyeszekrény is. A szószék, a mellékoltárok és a cibórium klasszicista. A mellékoltárok Szent Flóriánt és Szent Sebestyént ábrázolják. A templom előtt a két világháború áldozatainak emlékműve áll. Az 1787-ből való kései barokk plébániaház a templommal átellenben épült, utcai homlokzatát lizériák tagolják, udvari homlokzatán pedig befalazott árkádívek találhatók.
A második világháború után Fenyőfő-Bakonykoppány-Szücs területen körjegyzőségi székhely volt, majd 1962-ig önálló tanácsú település. Később Ugod székhelyű közös tanácshoz tartozott másik négy községgel együtt, 1990-től ismét körjegyzőségi székhely Bakonykoppány községre is kiterjedő illetékességgel.
A településen 1989 óta működik a Daganatos Betegek Rehabilitációs Lelki Otthona.  Az intézmény országos hatókörrel végzi daganatos és más krónikus betegségben szenvedő betegek lelki gondozását.
Bakonyszücsnek mai, alig 300 fős lakosságához mérten nagy határa van. Hozzá tartozik a Bakony legmagasabb pontja, a 709 méteres Kőris-hegy is és oldalában a kora Árpád-kor óta ismert, jelenleg is kedvelt kirándulóhely, az Odvas-kői-barlang. A község határának déli-délnyugati részén, a Gerence-patak partján szintén hozzá tartozik mint külterületi lakott hely Huszárokelőpuszta, amelynek Bakonyszücshöz tartozó részén az állandó lakosok száma 8 fő.
A községhatár déli és északi vége között a szintkülönbség csaknem 500 méter. 

## Közélete

### Polgármesterei
- 1990–1994: Mádl István (független)[4]
- 1994–1998: Mádl István (független)[5]
- 1998–2002: Mádl István (független)[6]
- 2002–2006: Mádl István (Fidesz-MDF-MKDSZ)[7]
- 2006–2010: Oláh Kálmán Géza (Fidesz-KDNP)[8]
- 2010–2014: Oláh Kálmán Géza (Fidesz-KDNP)[9]
- 2014–2019: Oláh Kálmán Géza (Fidesz-KDNP)[10]
- 2019–2024: Fódi István (független)[11]
- 2024– : Fódi István (független)[1]

## Népesség
A település népességének változása:
| Lakosok száma | 322  | 312  | 299  | 269  | 255  | 252  | 255  |
|               | 2013 | 2014 | 2015 | 2021 | 2022 | 2023 | 2024 |

A 2011-es népszámlálás idején a lakosok 93,1%-a magyarnak, 11% németnek, 0,3% románnak mondta magát (6,9% nem nyilatkozott; a kettős identitások miatt a végösszeg nagyobb lehet 100%-nál). A vallási megoszlás a következő volt: római katolikus 75,7%, református 3,2%, evangélikus 0,9%, görögkatolikus 1,6%, felekezeten kívüli 6,3% (12% nem nyilatkozott).
2022-ben a lakosság 94,5%-a vallotta magát magyarnak, 24,7% németnek, 1,2% románnak, 0,4% egyéb, nem hazai nemzetiségűnek (5,5% nem nyilatkozott; a kettős identitások miatt a végösszeg nagyobb lehet 100%-nál). Vallásuk szerint 66,3% volt római katolikus, 3,9% református, 1,6% görög katolikus, 0,8% ortodox, 0,4% evangélikus, 0,4% egyéb keresztény, 1,2% egyéb katolikus, 5,9% felekezeten kívüli (19,6% nem válaszolt).

## Nevezetességei
- A 2002-ben felújított Kálváriakápolna
- Az 1787-ben késő barokk stílusban épült plébániaház, jelenleg rehabilitációs otthon
- Az Eszterházy Károly későbbi egri püspök által 1787-ben építtetett Nagyboldogasszony római katolikus templom